# Rachicerus endymion
Rachicerus endymion är en tvåvingeart som beskrevs av Akira Nagatomi 1970. Rachicerus endymion ingår i släktet Rachicerus och familjen vedflugor. Inga underarter finns listade i Catalogue of Life.